# 南安县 (东吴)
南安县，三国时期孫吳设置的县。在今江西省赣州市境，辖区含今南康区、信丰县、大余县、全南县、龙南县等地。
嘉禾五年（236年），析南野县地置南安县。西晋太康元年（280年）改名南康县。唐朝永淳元年（682年），又以南康县地置南安县。天宝元年（742年），改名信丰县。